# 圣罗曼勒普勒
圣罗曼勒普勒（法語：Saint-Romain-le-Preux，法語發音：[sɛ̃ ʁɔmɛ̃ lə pʁø]）是法国勃艮第-弗朗什-孔泰大区约讷省的一个旧市镇，属于桑斯区。2016年1月1日起和相邻的塞波合并为新市镇塞波-圣罗曼（Sépeaux-Saint Romain）。

## 地理
圣罗曼勒普勒（47°56'2"N, 3°14'31"E）面积10.36 平方千米，位于法国勃艮第-弗朗什-孔泰大區约讷省，该省份为法国中北部内陆省份，西接卢瓦雷省，西北接塞纳-马恩省，南至涅夫勒省，东临科多尔省，东北与奥布省接壤。
与圣罗曼勒普勒接壤的市镇（或旧市镇、城区）包括：沃尔格雷、贝翁、托隆河畔维利耶、塞波-圣罗曼、塞波。

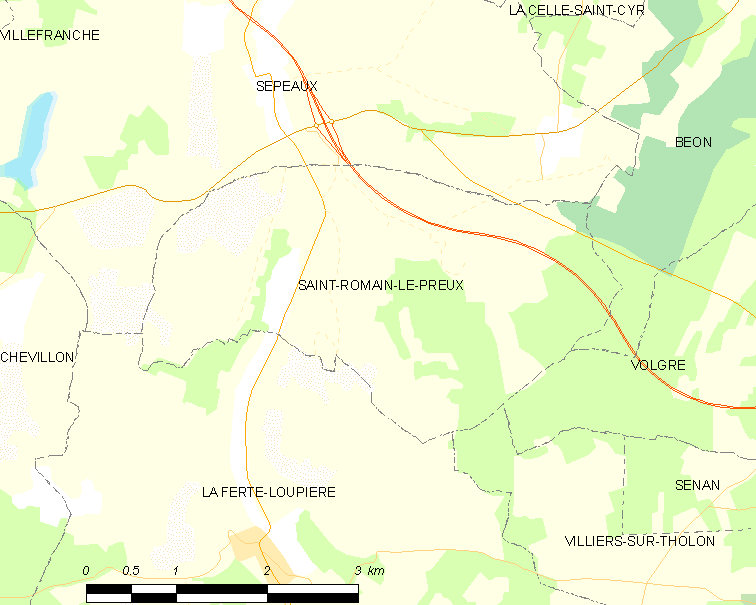
圣罗曼勒普勒的OSM定位图

圣罗曼勒普勒的时区为UTC+01:00、UTC+02:00（夏令时）。

## 行政
圣罗曼勒普勒的邮政编码为89116，INSEE市镇编码为89366。

## 政治
圣罗曼勒普勒所属的省级选区为沙尔尼-奥雷德皮赛县。

## 人口

1962-2008年间圣罗曼勒普勒人口变化图示

圣罗曼勒普勒于2018年1月1日时的人口数量为171人。